# Lådagram

Lådagram från Michelson–Morleys experiment. Medianen visas här med ett streck genom lådan. De fem lådorna representerar data från fem olika experiment.

Lådagram eller låddiagram (engelska: box plot) är ett diagram där ett statistiskt material åskådliggörs i form av en låda, som rymmer den mittersta hälften av materialet. Den vanligaste varianten av lådagrammet kallas på engelska box-and-whiskers plot och sammanfattar materialet med hjälp av fem värden: medianvärdet, undre och övre kvartilen samt minimum och maximum. Eventuella extremvärden betraktas som utliggare (outliers) och med egna symboler. Kvartilavståndet kallas avståndet mellan övre och undre kvartilen, det vill säga längden på lådan. Den undre kvartilen markerar det 25% värdet (I exemplets fall det tredje), och den övre kvartilen markerar det 75% (i ex. nionde) värdet. Lådan innehåller alltså 50% av värdena.

## Exempel
Exempel på ett lådagram, som visar åldern på tolv personer som är 10, 12, 15, 15, 17, 18, 20, 21, 21, 23, 30 och 39 år gamla:
```
      +---+--+
  ----|   +  |--------        *
      +---+--+

-+----+----+----+----+----+----+- ålder
10   15   20   25   30   35   40
```

Lådan begränsas till vänster av den nedersta kvartilen och till höger av den översta. Medianen ritas ofta ut med ett streck genom lådan, här är den markerad med ett plustecken inuti lådan. Värden som ligger längre ifrån lådan än 1,5 gånger avståndet mellan de yttre kvartilerna betraktas som extremvärden och är markerade med en asterisk (*). Värden som ligger mer än 3 gånger kvartilavståndet från lådan betraktas som avlägsna extremvärden och kan betecknas med en ring (o);[källa behövs] sådana finns dock inga i det här materialet. De vågräta strecken som går ut från boxen, morrhår eller whiskers, dras till det lägsta värdet och det högsta bland de värden som inte är utliggare. 
Lådagram är endast användbara när man ska jämföra mätvärden från flera grupper eller från flera tidpunkter. Diagramtypen presenterades första gången i John W Tukeys bok Exploratory Data Analysis 1977.[källa behövs]